# Roca de la Virgen
La roca de la Virgen ({´lang-fr|Rocher de la Vierge}} es un arrecife rocoso de la costa atlántica francesa, coronado por una estatua blanca de la Virgen con el niño rodeado de agua. Se trata de uno de los monumentos más famosos de la localidad costera de Biarritz.

## Historia
La estatua de la Virgen María se colocó en lo alto de un afloramiento rocoso en el mar en 1864 para conmemorar el regreso seguro de los pescadores locales y actuar como patrona para apoyarlos en el futuro.
Debido al especial cariño de la emperatriz Eugenia por el pintoresco antiguo pueblo de pescadores, la pareja imperial francesa se alojaba regularmente en el palacio de Biarritz (hoy Hôtel du Palais), recién construido como residencia de verano. De Napoleón III. surgió la idea de conectar la Roca de la Virgen con el continente por medio de un puente. Gustave Eiffel implementó este plan en 1887 y creó un puente de hierro que se puede caminar sobre tablones de madera; además, se hizo un túnel por debajo de la roca.

## Galería de imágenes

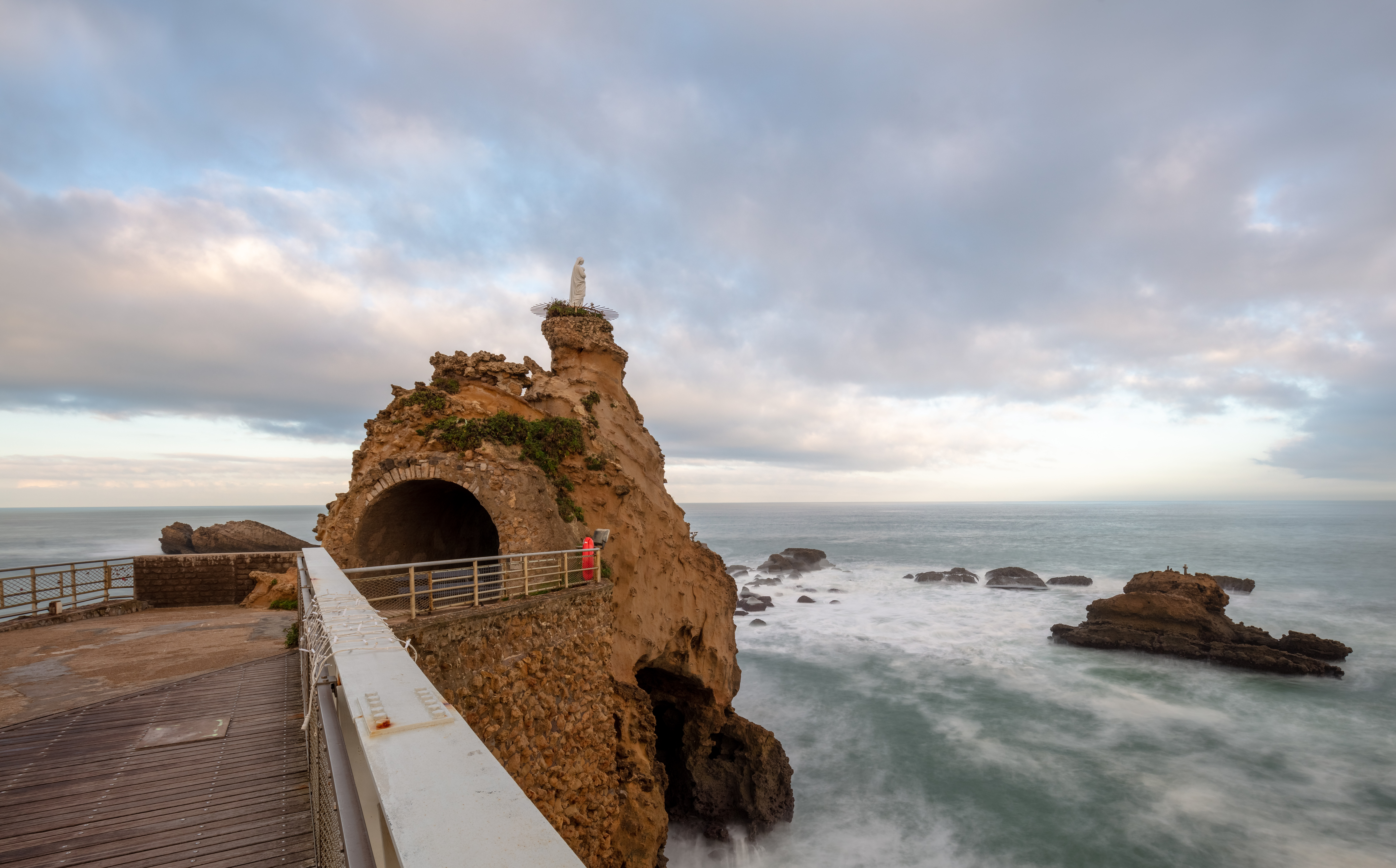
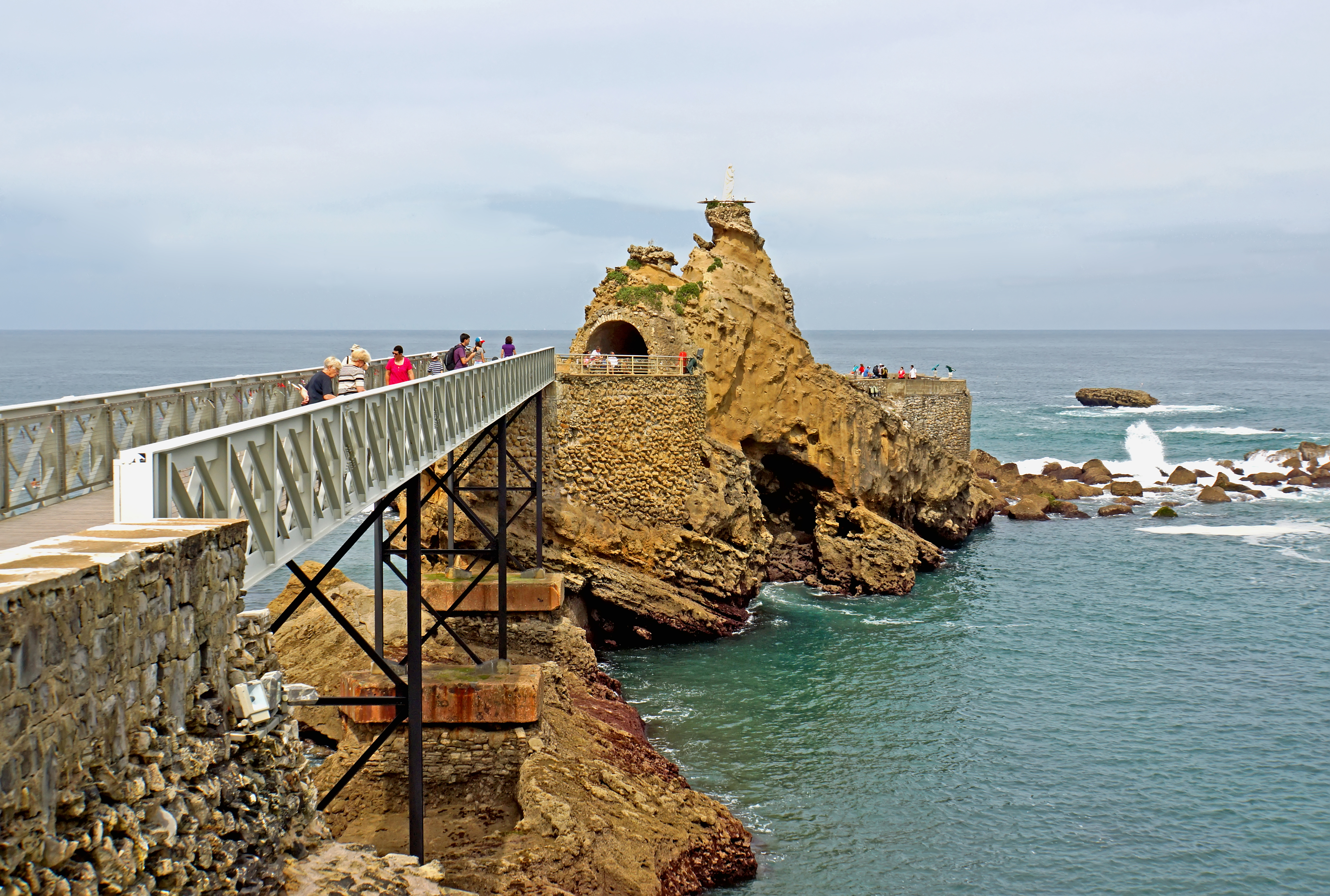
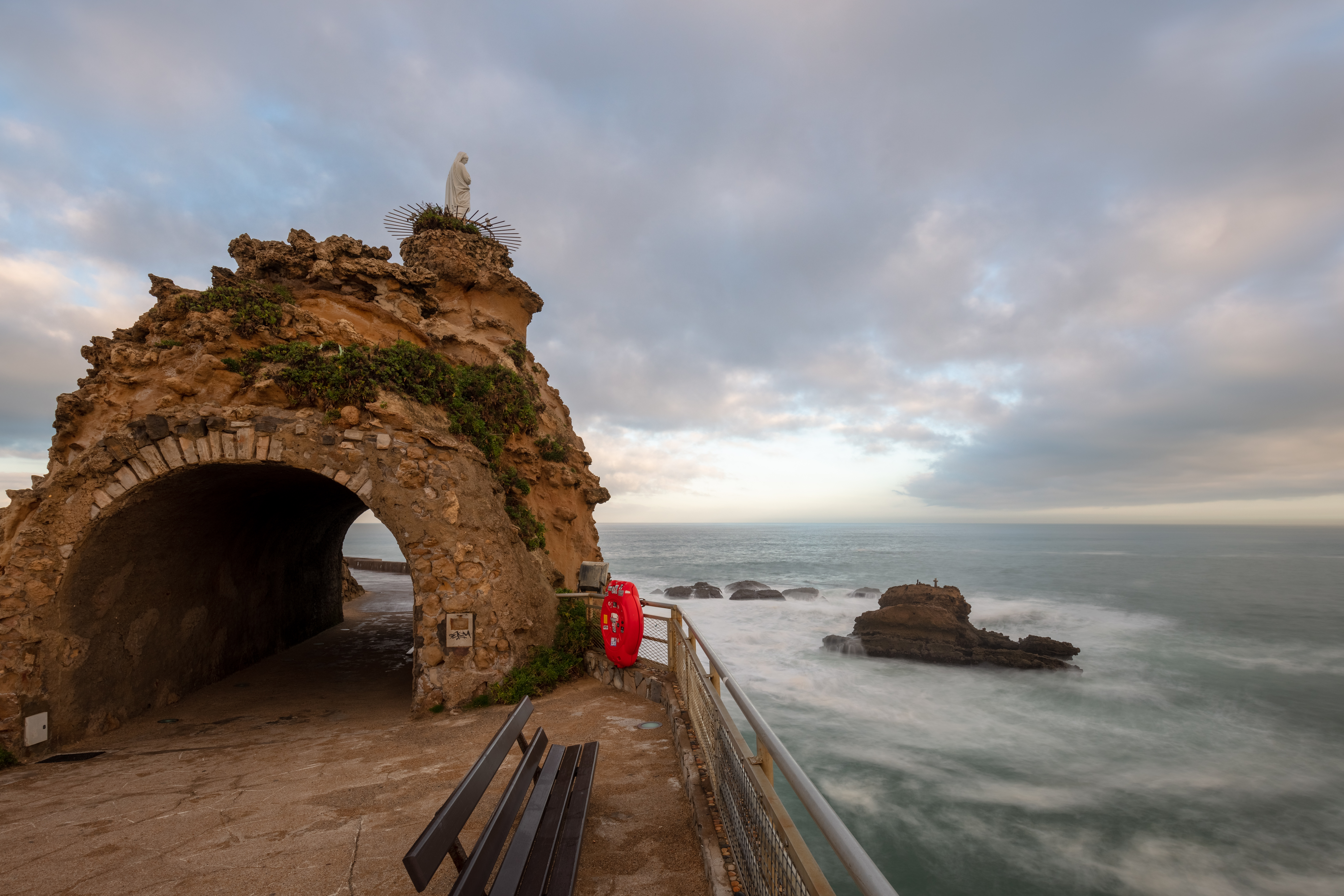
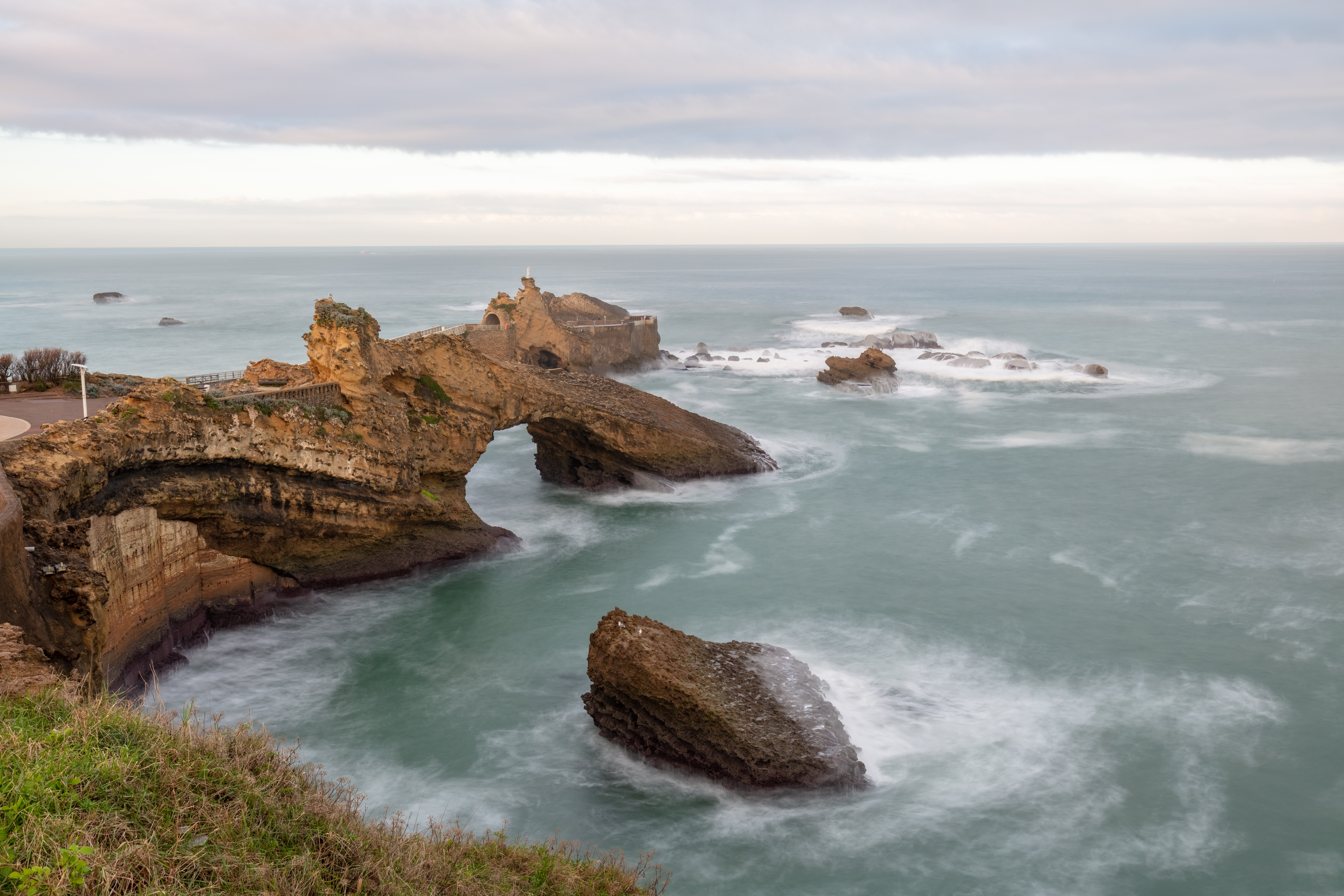
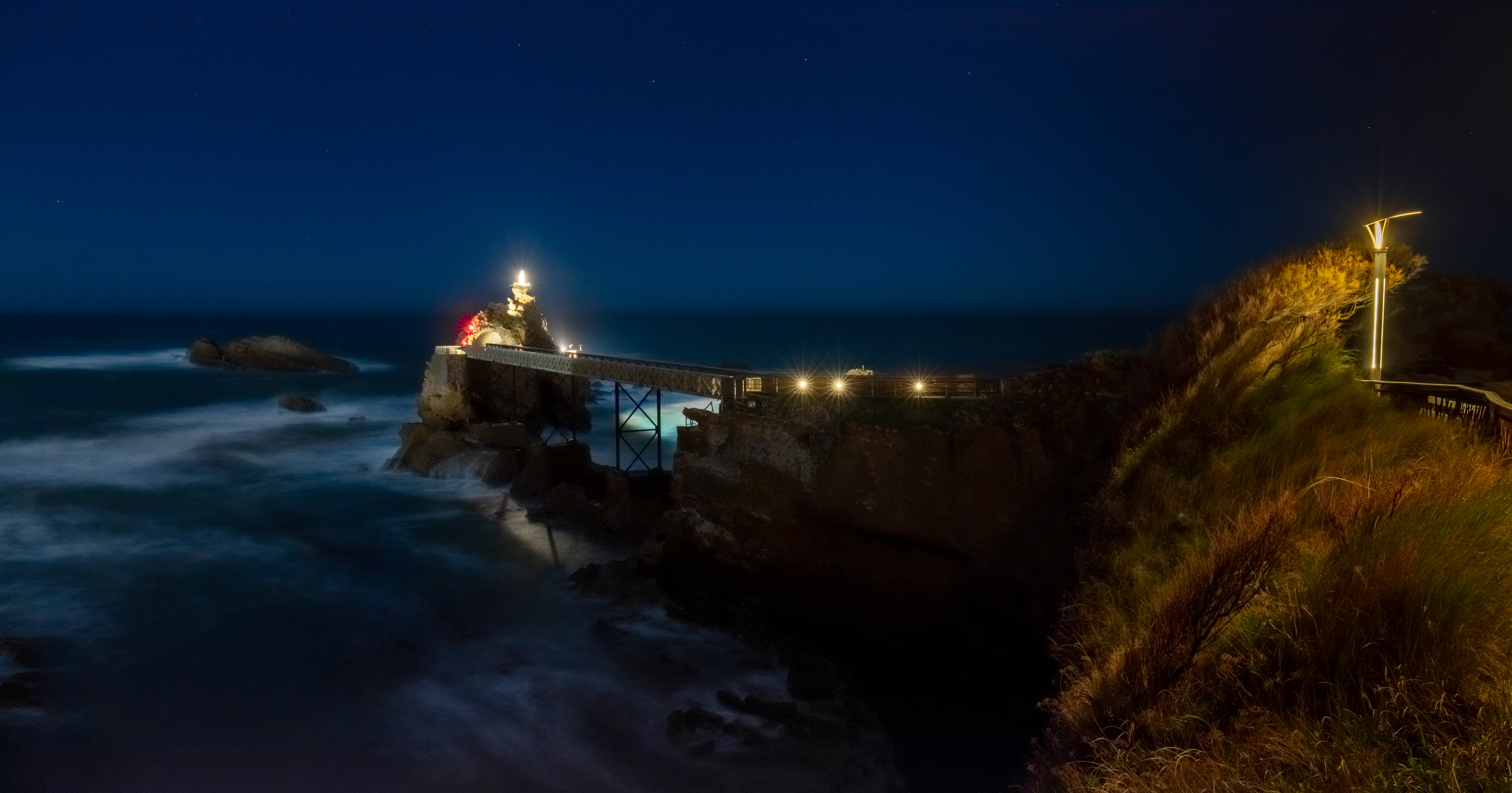
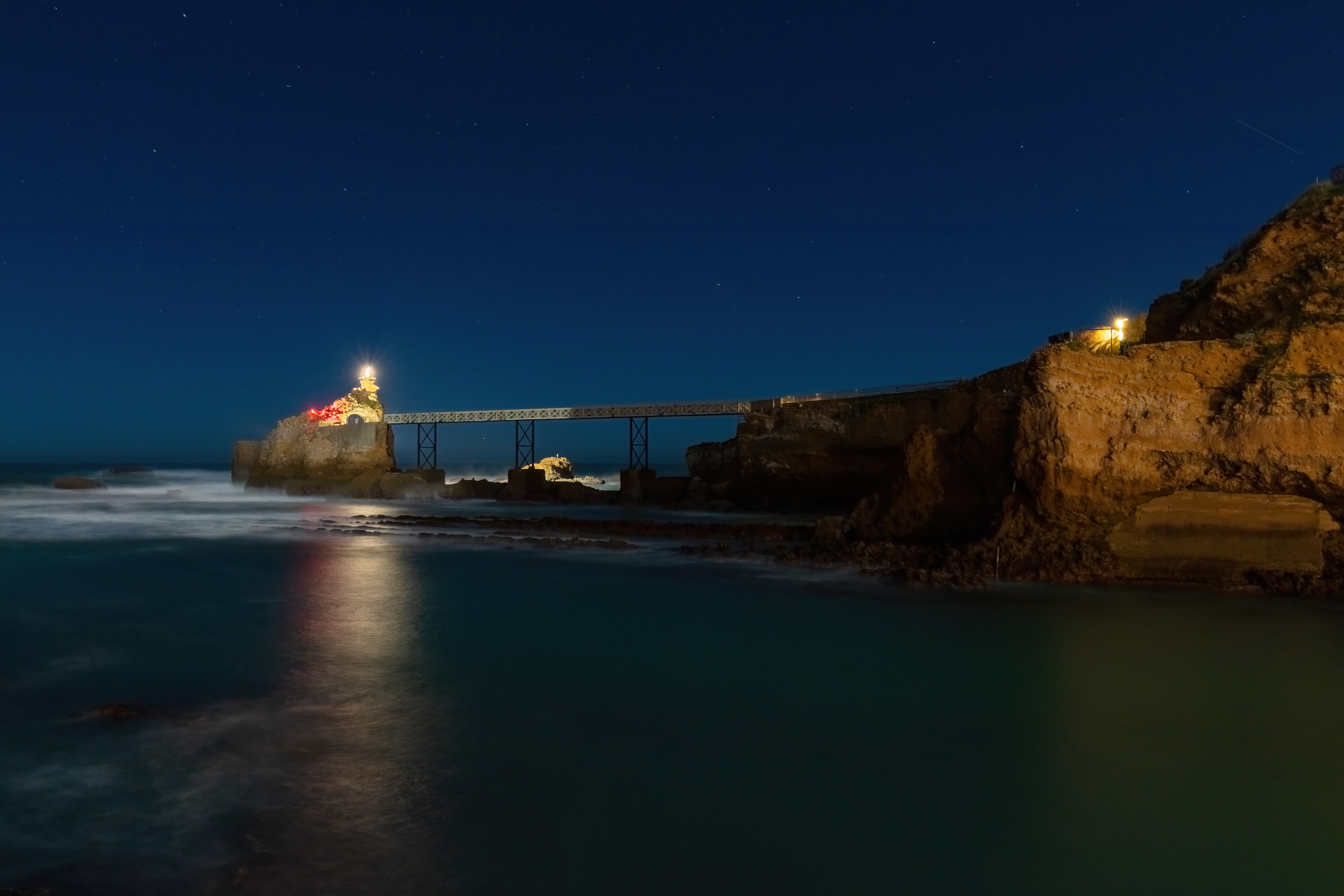
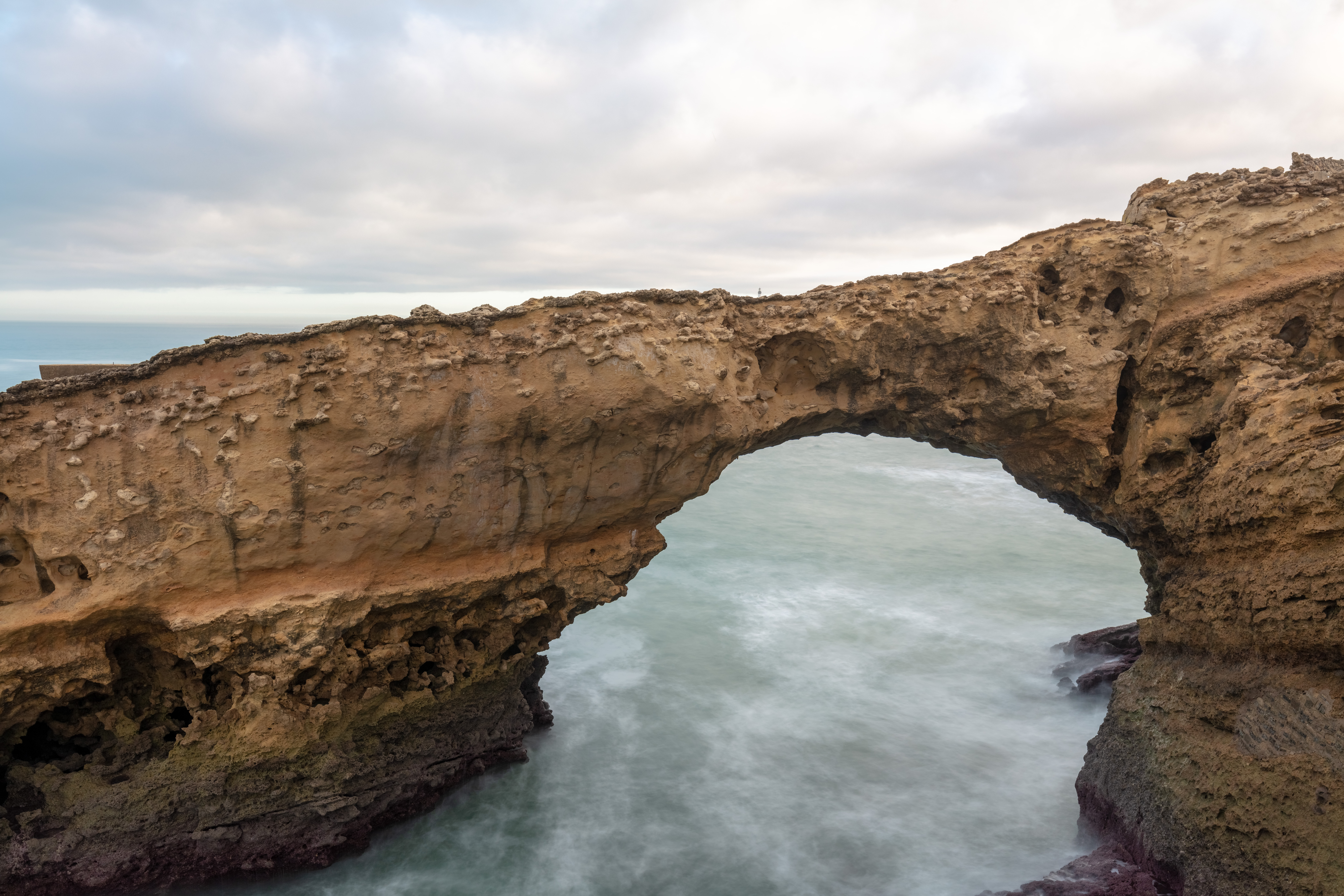